# 부라크 카란
부라크 카란(튀르키예어: Burak Karan, 1987년 9월 11일 ~ 2013년 10월 11일)은 독일의 전 축구 미드필더였다.
부퍼탈에서 터키계 부모님 사이에서 태어났다. 독일 U-17 축구 국가대표팀의 일원으로 활약하기도 했으며, 2008년까지 알레마니아 아헨 II 소속으로 뛰었다. 이후에 축구를 그만두고 이슬람교 운동가로 활동하였고, 2011년부터 시리아 내전에 참전했다가 2013년 10월 11일 폭격으로 사망하였다.